# Tắt đèn
Tắt đèn là một trong những tác phẩm văn học tiêu biểu nhất của nhà văn Ngô Tất Tố (tiểu thuyết, in trên báo Việt nữ năm 1937). Đây là một tác phẩm văn học hiện thực phê phán với nội dung nói về cuộc sống khốn khổ của tầng lớp nông dân Việt Nam đầu thế kỉ XX dưới ách đô hộ của thực dân Pháp.
Tắt đèn gồm 27 chương, trong đó chương XVIII của tác phẩm là 1 trong những tác phẩm được học trong chương trình Ngữ văn 8 tập 1 do Nhà xuất bản giáo dục Việt Nam phát hành với tựa đề "Tức nước vỡ bờ". (chương trình giáo dục cũ)

## Nội dung
Tác phẩm kể về nhân vật chính là chị Dậu. Trước khi lấy chồng chị có tên là Lê Thị Đào, một cô gái đẹp, giỏi giang, tháo vát và (theo nhà văn) sinh ra trong gia đình trung lưu.
Vốn lúc đầu, gia cảnh anh chị Dậu có dư giả, nhưng vì liền lúc mẹ và em trai anh Dậu cùng qua đời, anh chị dù đã hết sức cần kiệm nhưng vẫn phải tiêu quá nhiều tiền cho hai đám ma. Chưa hết, sau khi đám ma cho em trai xong, anh Dậu bỗng mắc bệnh sốt rét, không làm gì được, mọi vất vả dồn lên vai chị Dậu, khiến gia cảnh lâm vào cảnh 'nhất nhì trong hạng cùng đinh trong làng.
Mùa sưu đến, chị Dậu phải chạy vạy khắp nơi vay tiền để nộp cho chồng, nhưng không kiếm đâu ra. Anh Dậu dù bị ốm nhưng vẫn bị bọn cai lệ cùm kẹp lôi ra giam ở đình làng. Cuối cùng, bần cùng quá, chị buộc lòng phải dứt ruột bán đi cái Tí, đứa con gái đầu lòng 7 tuổi ngoan ngoãn, hiếu thảo và ổ chó mới đẻ chưa kịp mở mắt đã bán cho vợ chồng lão Nghị Quế bên thôn Đoài để lấy hai đồng nộp sưu. Nhưng vừa đủ tiền nộp xong suất sưu cho chồng, bọn cai trong làng lại ép chị nộp cả tiền sưu cho em trai anh Dậu với lý do chết ở năm ta nhưng lúc đó lịch năm tây đã sang năm mới. Vậy là anh Dậu vẫn bị bắt không được về nhà.
Nửa đêm, anh Dậu dở sống dở chết được đưa về. Được bà con lối xóm giúp đỡ, anh dần tỉnh lại. Một bà lão hàng xóm ái ngại cảnh nhà chị nhịn đói suốt từ hôm qua, mang đến cho chị bát gạo nấu cháo để anh ăn lại sức. Nhưng vừa kề bát cháo lên miệng, bọn cai lệ và người nhà lí trưởng ập vào ép sưu. Chị Dậu ra sức van xin không được, cuối cùng uất ức quá không thể chịu được nữa, chị đã ra tay đánh cả cai lệ và tên người nhà lý trưởng.
Phạm tội đánh người nhà nước, chị bị thúc giải lên quan. Tên quan huyện lại là tên dâm ô, định ra tay sàm sỡ chị. Chị bèn vứt tọt nắm bạc vào mặt hắn rồi vùng chạy.
Sau đó, chị may mắn gặp một người nhà quan cụ trên tỉnh. Người này cho chị 2 đồng nộp nốt tiền sưu và hứa hẹn cho chị công việc vắt sữa của mình để quan cụ uống (do quan cụ đã rụng hết răng không ăn được cơm). Chị bèn về bàn với anh Dậu, cho cái Tỉu làm con nuôi nhà hàng xóm, lên tỉnh làm việc.
Thời gian đầu, chị làm được tiền và gửi về cho anh Dậu. Nhưng vào một đêm tối, quan cụ mò vào buồng của chị định giở trò đồi bại với chị... Tác phẩm kết thúc bằng câu "Chị vùng chạy ra ngoài giữa lúc trời tối đen mực, đen như cái tiền đồ của chị vậy!"

## Nhân vật
Chị Dậu (nhân vật chính): 24 tuổi, một người phụ nữ nông dân nghèo, vừa xinh đẹp, chu đáo, tháo vát, đảm đang, yêu thương chồng con hết mực nhưng đồng thời là người dũng cảm, mạnh mẽ, bất khuất muốn đấu tranh vì công lý, là biểu tượng cho nét đẹp tiềm tàng mạnh mẽ của những người phụ nữ trước Cách mạng tháng Tám.
Anh Dậu: 26 tuổi, một nông dân hiền lành chất phác, là chồng của chị Dậu. Anh bắt đầu đi làm ruộng từ năm lên tám, và là một tá điền lực lưỡng. Sau khi lo ma cho em trai xong, anh bị mắc bệnh sốt rét, không làm ăn được gì. Tới mùa sưu, anh bị cùm kẹp ra đình làng để vợ ở nhà phải bán con kiếm tiền nộp sưu chuộc anh về.
Cái Tí: là con gái đầu lòng của vợ chồng anh chị Dậu. Đây là một cô bé ngoan ngoãn, hiếu thảo, đảm đang, tháo vát. Mới 7 tuổi nhưng đã thay mẹ đảm đương việc nhà, chăm em, biết thương thầy u. Vì không có tiền nộp sưu cho thầy, em buộc lòng bị bán làm con ở cho Nghị Quế để gánh bớt đi bệnh tật. Trong đoạn bị bán cho vợ chồng lão Nghị, em bị vợ lão ép phải ăn cơm thừa của chó cho tới khi nào ăn hết mới được ăn cơm mới.
Thằng Dần: đứa con trai năm tuổi của vợ chồng anh chị Dậu. Nhõng nhẽo và chưa biết nghĩ tới thầy bu (cha mẹ) như cái Tí nhưng rất quý chị. Sau khi cái Tí bị bán, đã nằng nặc bắt bu phải dẫn chị về.
Cái Tỉu: đứa con gái út mới hai tuổi, luôn khát sữa mẹ.
Vợ chồng Nghị Quế: hai kẻ địa chủ độc ác. Nhân mùa sưu thuế đã đi xiết đồ của các dòng họ với giá rẻ. Vợ chồng lão tuy giàu nhưng lại kiệt sỉ, ngu dốt và thủ đoạn. Một số câu thoại như: "Đồng hồ Tây có bao giờ sai ?", "Bếp! Dọn mâm! Bà đã đếm rồi! Đúng đủ 14 miếng giò! Thiếu miếng nào là mày chết với bà"... Khi trả tiền bán con, bán chó cho chị Dậu, bà Nghị cố tình thiếu mấy đồng trinh trong cọc tiền làm chị Dậu cũng phải thốt lên: "Vợ chồng Nghị Quế giàu thế mà còn điêu"!
Cai lệ: nghiện nặng, kẻ đi thúc sưu và bị chị Dậu đánh ngã ngửa ra giữa nhà.
Quan huyện: tên quan dâm ô, lợi dụng xử án cho chị Dậu định cưỡng bức chị và cũng là người bị Chị Dậu hoảng hốt ném núm bạc vào mặt.
Cụ "Cố": cha đẻ của quan cụ, ngoài 80, rụng hết răng, uống sữa người như một dạng thuốc bổ vì không còn ăn được gì.
Quan cụ: con cụ "Cố". Trong đêm tối mưa gió, lão đã mò vào buồng chị Dậu định giở trò với chị.
Mụ cửu Xung: vợ quan cửu Xung trên tỉnh. Người này đã cho chị Dậu hai đồng nộp tiền sưu còn thiếu và giới thiệu cho chị công việc mới.

## Cụm từ "Chị Dậu" trong xã hội hiện đại
Cụm từ "Chị Dậu" trong xã hội thực dân nửa phong kiến nhắc ta nhớ đến số phận nô lệ, những con người nông dân chịu nhiều áp bức của bộ máy cai trị mục ruỗng, thối nát và tàn bạo. Trong xã hội hiện đại, cụm từ "Chị Dậu" cũng vẫn thường được dùng để chỉ những con người hoặc gia đình có hoàn cảnh quá khó khăn, nghèo khổ so với mặt bằng chung của xã hội. Ví dụ: "nhìn như chị Dậu", Gia cảnh nhà nó "chị Dậu lắm", hoàn cảnh còn "tối hơn cả tiền đồ chị Dậu",...
Một bộ phận giới trẻ còn dùng cụm từ "Chị dậu" để nói về một người phụ nữ lực lưỡng khỏe mạnh. Ví dụ: "khỏe như chị Dậu",..

## Chuyển thể
- Chị Dậu, phim năm 1982